# فهرست فیلم‌ها درباره هالووین

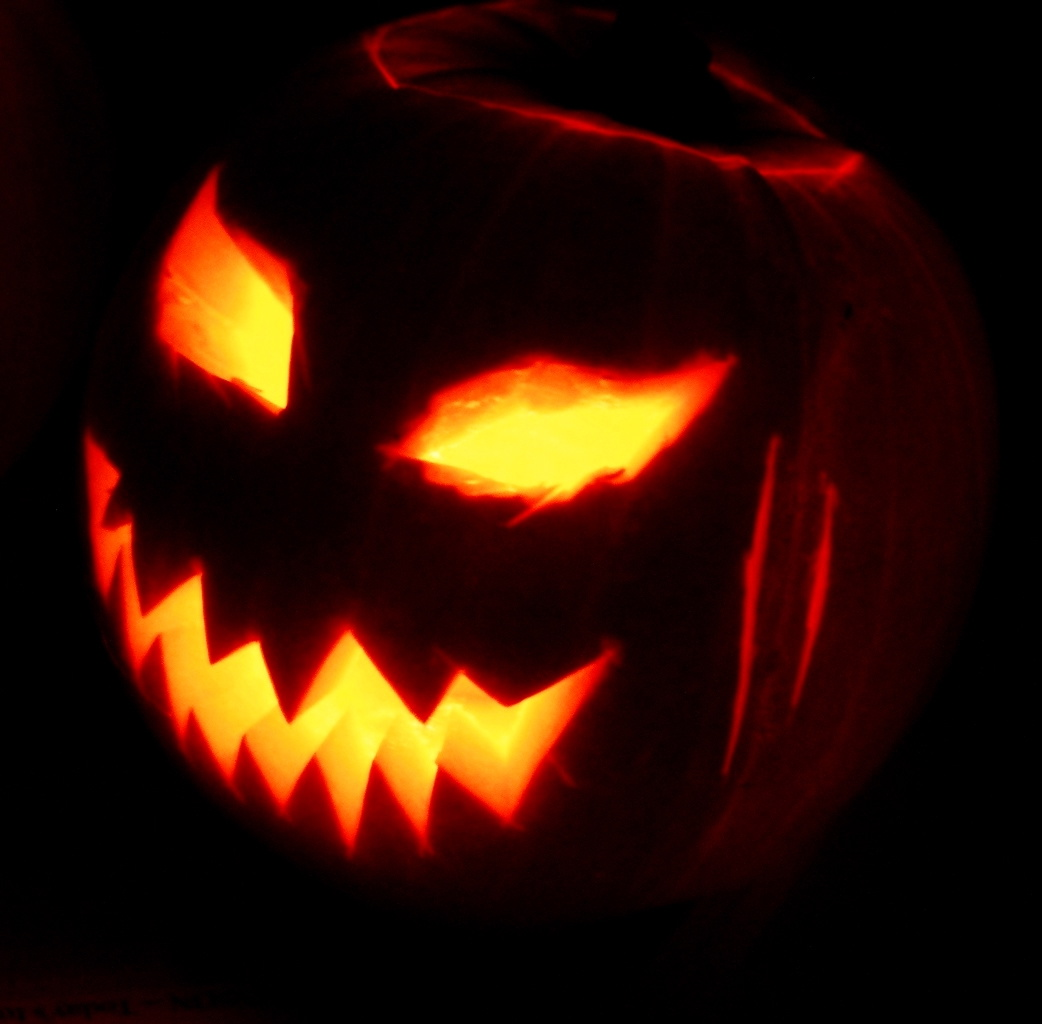
یک کدوی هالووین، یکی از نمادهای هالووین

این فهرستی از فیلم‌ها با موضوع هالووین می‌باشد.

## کمدی
- آرسنیک و تور کهنه (۱۹۴۴)
- آقای مادر (۱۹۸۳)
- بو ۲! یک هالووین مدیایی (۲۰۱۷)
- بوو! یک هالووین مدیایی (۲۰۱۶)
- پسر ماسک (۲۰۰۵)
- دختران بدجنس ۲ (۲۰۱۱)
- دختران بدجنس (۲۰۰۴)
- دفن کردن دوست‌دختر سابق (۲۰۱۴)
- دراکولا: مرده و دوستدار آن (۱۹۹۵)
- دست‌های بیکار (۱۹۹۹)
- شوالیه‌های هالیوود (۱۹۸۰)
- مرا در سنت لوئیس ملاقات کن (۱۹۴۴)
- هالووین هیوبی (۲۰۲۰)
- وقتی برای اولین بار ملاقات کردیم (۲۰۱۸)
- نامشروع [en] (۲۰۱۵)
- پیرمردهای بداخلاق [en] (۱۹۹۵)
- چه ارتفاعی [en] (۲۰۰۱)
- مانستر مش [en] (۱۹۹۵)
- یک بار گاز گرفته [en] (۱۹۸۵)
- استن هلسینگ [en] (۲۰۰۹)
- ساعت نیمه‌شب [en] (۱۹۸۵)
- واسبی تن‌ماهی [en] (۲۰۰۳)

### فرنچایز فیلم ترسناک
- فیلم ترسناک (۲۰۰۰)
- فیلم ترسناک ۲ (۲۰۰۱)
- فیلم ترسناک ۳ (۲۰۰۳)
- فیلم ترسناک ۴ (۲۰۰۶)
- فیلم ترسناک ۵ (۲۰۱۳)

## ترسناک و دلهره‌آور
- ۳۱ (۲۰۱۶)
- ارواح خبیثه (۱۹۸۲)
- ارواح خبیثه ۲: سوی دیگر (۱۹۸۶)
- ارواح خبیثه ۳ (۱۹۸۸)
- اسباب‌بازی‌های شیطانی (۱۹۹۲)
- اسلیپی هالو (۱۹۹۹)
- باید دربارهٔ کوین صحبت کنیم (۲۰۱۱)
- بتمن (۲۰۲۲)
- بوسه (۱۹۸۸)
- پروژه جادوگر بلر (۱۹۹۹)
- پولترگایست (۲۰۱۵)
- پیچ اشتباه ۵: تبارها (۲۰۱۲)
- ترساننده (۲۰۱۶)
- ترساننده ۲ (۲۰۲۲)
- ترفند درمان (۲۰۰۷)
- تسخیر (۲۰۱۹)
- تهاجم (۲۰۰۷)
- جرئت یا حقیقت (۲۰۱۲)
- جشن جهنمی (۲۰۱۸)
- جن‌گیر (۱۹۷۳)
- جن‌گیر ۲: مرتد (۱۹۷۷)
- جن‌گیر: مؤمن (۲۰۲۳)
- جیغ ۶ (۲۰۲۳)
- خانه ۱۰۰۰ جسد (۲۰۰۳)
- خانه ترس (۲۰۰۷)
- داستان‌های ترسناک برای گفتن در تاریکی (۲۰۱۹)
- داستان‌های هالووین (۲۰۱۵)
- دانی دارکو (۲۰۰۱)
- دختر بچه‌ای که پایین لین زندگی می‌کند (۱۹۷۶)
- سکوت بره‌ها (۱۹۹۱)
- شوم (۲۰۱۲)
- غارتگر (۲۰۱۸)
- غبرستان حیوانات خانگی (۱۹۸۹)
- غبرستان حیوانات خانگی ۲ (۱۹۹۲)
- قتل در تعطیلات (۲۰۰۴)
- کولکشن (۲۰۱۲)
- گاز گرفتن جینجر (۲۰۰۰)
- گلوله نقره (۱۹۸۵)
- مرگ‌بازان (۱۹۹۰)
- مردی با ردا (۱۹۵۱)
- می (۲۰۰۲)
- میهمان (۲۰۱۴)
- وحشت در آمیتی‌ویل (۲۰۰۵)
- وی/اچ/اس (بخش ۳۱ اکتبر ۱۹۹۸) (۲۰۱۲)
- شب یادگاران (۲۰۱۳)
- قتل‌عام بچه نگهدار (۲۰۱۳)
- بدنامی (۲۰۰۵)
- بو (۲۰۰۵)
- پسران در درختان (۲۰۱۶)
- چ.و. د ۲: باد چودی (۱۹۸۹)
- دلقک‌خانه (۱۹۸۹)
- شب تاریک مترسک (۱۹۸۱)
- دوست مرگبار (۱۹۸۶)
- گرمکن (۱۹۸۸)
- تلنگر (۲۰۰۸)
- ساعت شبح (۱۹۹۲)
- جینجر اسنپس: آغاز (۲۰۰۴)
- قبر هالووین (۲۰۱۳)
- شب هالووین (۲۰۰۶)
- هالووین‌شب (۲۰۰۹)
- آتش جهنم (۲۰۱۲)
- خانه جهنم ال‌ال‌سی (۲۰۱۵)
- جهنمی (۲۰۰۴)
- هلیون‌ها (۲۰۱۵)
- تعطیلات (۲۰۱۶)
- خانه ۲: داستان دوم (۱۹۸۷)
- من یک گرگینه نوجوان بودم (۱۹۵۷)
- در جستجوی لاوکرافت (۲۰۰۸)
- جک-او (۱۹۹۵)
- بانوی سفید پوش (۱۹۸۸)
- شب شیطنت (۲۰۱۳; تراویس بیکر)
- شب شیطنت (۲۰۱۳; ریچارد شنکمن)
- مهمانی قتل (۲۰۰۷)
- شب شیاطین (۱۹۸۸)
- شب شیاطین (۲۰۰۹)
- خشم اولیه (۱۹۸۸)
- بازگشت مردگان زنده: غرش در قبر (۲۰۰۵)
- یاور کوچک شیطان (۲۰۰۵)
- سلاگ‌ها (۱۹۸۸)
- وحشت آمیتی‌ویل (۱۹۷۹)
- انبار (۲۰۱۶)
- دمدمی (۱۹۸۰)
- قتل دلقک (۱۹۷۶)
- داستان کالینگزوود (۲۰۰۶)
- خانه‌هایی که اکتبر ساخت ۲ (۲۰۱۷)
- خانه‌هایی که اکتبر ساخت (۲۰۱۴)
- مردم زیر پله‌ها (۱۹۹۱)
- کدو تنبل کارور (۲۰۰۶)
- خشم: کری ۲ (۱۹۹۹)
- بازگشت کنت یورگا (۱۹۷۱)
- خانه ترسناک (۲۰۱۴)
- حقه (۲۰۱۹)
- هدیه بده و الا شیطنت می‌کنم! (۱۹۸۶)
- هدیه بده و الا شیطنت می‌کنم! (۱۹۸۲)
- جرئت یا حقیقت (۲۰۱۷)
- حجم‌های خون (۲۰۱۵)
- دبلیوان‌ای‌اف ویژهٔ هالووین (۲۰۱۳)

### فرنچایز هالووین
مجموعه اصلی:
- هالووین (۱۹۷۸)
- هالووین ۲ (۱۹۸۱)
- هالووین ۴: بازگشت مایکل مایرز (۱۹۸۸)
- هالووین ۵: انتقام مایکل مایرز (۱۹۸۹)
- هالووین ۶: نفرین مایکل مایرز (۱۹۹۵)
- هالووین اچ۲۰: ۲۰ سال بعد (۱۹۹۸)
- هالووین: رستاخیز (۲۰۰۲)

نسخه‌های ریبوت:
- هالووین (۲۰۰۷)
- هالووین ۲ (۲۰۰۹)
- هالووین (۲۰۱۸)
- هالووین می‌کشد (۲۰۲۱)
- هالووین به پایان می‌رسد (۲۰۲۲)

فیلم مستقل:
- هالووین ۳: فصل جادوگر (۱۹۸۲)

### فرانچایز شب شیاطین
- شب شیاطین (۱۹۸۸)
- شب شیاطین ۲ (۱۹۹۴)
- شب شیاطین ۳ (۱۹۹۷)
- شب شیاطین (۲۰۰۹)

## کودکان و خانواده
- افسانه سوار بی‌سر (۱۹۸۰)
- افسونگر (۲۰۰۵)
- آلفا و امگا (۲۰۱۴)
- آلوین و سمورچه‌ها گرگینه را می‌بینند (۲۰۰۰)
- اندازه بامزه (۲۰۱۲)
- پارانورمن (۲۰۱۲)
- ترس احمقانه ارنست (۱۹۹۱)
- داستان سیندرلا (۲۰۰۴)
- دفترچه خاطرات یک بی‌عرضه (۲۰۱۰)
- راهنمای شکار هیولا (۲۰۲۰)
- شب هویچ‌های جاندار (۲۰۱۱)
- شرک در هالووین (۲۰۱۰)
- عروس مرده (۲۰۰۵)
- فرنکن‌وینی (۲۰۱۲)
- فروشگاه عجیب آقای مگوریوم (۲۰۰۷)
- کابوس قبل از کریسمس (۱۹۹۳)
- کارآگاه کونان: عروس هالووین (۲۰۲۲)
- کاسپر با وندی ملاقات می‌کند (۱۹۹۸)
- کتاب زندگی (۲۰۱۴)
- کسپر (۱۹۹۵)
- کنی و دوستان (۱۹۷۶)
- ماجراهای ایکابد و آقای تاد (۱۹۴۹)
- مورمور (۲۰۱۵)
- مورمور۲: هالووین جن‌زده (۲۰۱۸)
- هالووین (۱۹۳۱)
- ئی.تی. موجود فرازمینی (۱۹۸۲)
- بچه کاراته‌کار (۱۹۸۴)
- ترانه دریا (۲۰۱۴)
- خانه هیولا (۲۰۰۶)
- شرکت هیولاها (۲۰۰۱)
- شعبده‌بازی (۱۹۹۳)
- هری پاتر و سنگ جادو (۲۰۰۱)
- هیولاها علیه بیگانگان: کدوهای جهش‌یافته فضایی (۲۰۰۹)
- هو به تو هم! وینی د پو (۱۹۹۶)
- جارو-استیک بانی (۱۹۵۶)
- برنامهٔ ویژهٔ هالووین باگز بانی (۱۹۷۸)
- برنامهٔ لذت‌بخش هالویین دیزنی (۱۹۸۲)
- دو، دو، زحمت و دردسر (۱۹۹۳)
- ترس تا پایان (۱۹۵۴)
- ماجراجویی هالووین گارفیلد (۱۹۸۵)
- دختر در مقابل هیولا (۲۰۱۲)
- هالووین شب گرینچ است (۱۹۷۷)
- هالووین با خانواده جدید آدامز (۱۹۷۷)
- شهر هالووین (۱۹۹۸)
- هالووین تاون بالا (۲۰۰۴)
- هالووین تاون ۲: انتقام کالابار (۲۰۰۱)
- من یک روح را دانلود کردم (۲۰۰۴)
- این کدو تنبل بزرگ است، چارلی براون (۱۹۶۶)
- شبح کوچک (۱۹۹۷)
- خانه شروران میکی (۲۰۰۲)
- جزیره هیولا (۲۰۱۷)
- مانستر ویل: کابینهٔ روح‌ها (۲۰۱۵)
- عمدتاً روحی (۲۰۰۸)
- عمدتاً روحی: آیا دوست غول من را ملاقات کردی؟ (۲۰۱۴)
- عمدتاً روحی: یک شب در خانه قیامت (۲۰۱۶)
- فیلم هالووین هفالومپ پو (۲۰۰۵)
- راگیدی آن و اندی در کدوتنبلی که نمی‌توانست لبخند بزند (۱۹۷۹)
- بازگشت به هالووین تاون (۲۰۰۶)
- اتاق روی جارو (۲۰۱۲)
- مادرخوانده ترسناک: هالووین عالی (۲۰۰۳)
- مادرخوانده ترسناک: انتقام جیمی (۲۰۰۵)
- اسکوبی دو و پادشاه گابلین (۲۰۰۸)
- اسکوبی دو و روح جادوگر (۱۹۹۹)
- چیزی شرور به این سو می‌آید (۱۹۸۳)
- اسپوکلی کدوی مربعی (۲۰۰۴)
- دوستان شبح وار (۲۰۱۱)
- فلینت‌استون‌ها با روکولا و فرانکن‌استون ملاقات می‌کند (۱۹۷۹)
- هالووینی که تقریباً نبود (۱۹۷۹)
- درخت هالووین (۱۹۹۳)
- ساعت شگفت‌انگیز: به آن فکر نکنید (۲۰۰۷)
- ساعت شگفت‌انگیز: به آن فکر نکنید (۲۰۰۷)
- جوخه هیولاها (۱۹۸۷)
- تیم جیغ (۲۰۰۲)
- اسمورف‌ها: افسانه اسمورفی هالو (۲۰۱۳)
- بدترین جادوگر (۱۹۸۶)
- برنامهٔ ویژهٔ هالووین تام و جری (۱۹۸۷)
- داستان اسباب بازی وحشت! (۲۰۱۳)
- هدیه بده و الا شیطنت می‌کنم! (۱۹۵۲)
- انقباضات (۲۰۰۵)
- انقباضات ۲ (۲۰۰۷)
- پیچیده‌شده (۱۹۹۷)
- وقتی غول‌های خوب بد می‌شوند (۲۰۰۱)
- شب جادوگر (۱۹۷۸)
- جای شگفت‌انگیز، ما می‌رویم (۱۹۶۶)
- آلوین و سنجاب‌ها با فرانکشتاین آشنا می‌شوند (۱۹۹۹)
- بتمن نامحدود: ضرب و شتم هیولا (۲۰۱۵)
- روح ریش‌سیاه (۱۹۶۸)
- نوزادان تندرست (۱۹۲۹)
- برنامهٔ ویژهٔ هالووین کاسپر (۱۹۷۹)
- ذرت روی پلیس (۱۹۶۵)
- بزرگ شو، تونی فیلیپس (۲۰۱۳)
- مهاجمان فاصله دار (۱۹۹۰)

### فرنچایز هتل ترانسیلوانیا
- هتل ترانسیلوانیا (۲۰۱۲)
- هتل ترانسیلوانیا ۲ (۲۰۱۵)
- هتل ترانسیلوانیا ۳: تعطیلات تابستانی (۲۰۱۸)
- هتل ترانسیلوانیا ۴: تبدیل شدن (۲۰۲۲)

## سایر
- آتش سنت المو (۱۹۸۵)
- اد وود (۱۹۹۴)
- ارتفاعات آزادی (۱۹۹۹)
- آیرن‌وید (۱۹۸۷)
- بتمن برای همیشه (۱۹۹۵)
- پوست رازآمیز (۲۰۰۴)
- جادوی عملی (۱۹۹۸)
- جک (۱۹۹۶)
- جک خرس (۱۹۹۳)
- جک ریچر: هرگز بازنگرد (۲۰۱۶)
- چوپان دروغگو (۲۰۰۵)
- خانه‌ای با ساعتی درون دیوارهایش (۲۰۱۸)
- دانی دارکو (۲۰۰۱)
- دختران شو (۱۹۹۵)
- در آمریکا (۲۰۰۲)
- دوقلوهای اسکلت (۲۰۱۴)
- رنج (۱۹۹۷)
- قلب‌های شیمیایی (۲۰۲۰)
- کاچ (۱۹۷۱)
- کریمر علیه کریمر (۱۹۷۹)
- کشتن مرغ مقلد (۱۹۶۲)
- کلاغ (۱۹۹۴)
- گمشده در ترجمه (۲۰۰۳)
- لاک‌پشت‌های نینجای نوجوان جهش‌یافته: خارج از سایه‌ها (۲۰۱۶)
- مرا در سنت لوئیس ملاقات کن (۱۹۴۴)
- مردم معمولی (۱۹۸۰)
- یک دنیای بی‌نقص (۱۹۹۳)
- شکوه آمریکایی (۲۰۰۳)
- مبتدیان (۲۰۱۰)
- پدر بزرگ (۱۹۹۹)
- کابوی بی باپ: فیلم (۲۰۰۱)
- هایبال (۱۹۹۷)
- شب شیطنت (۲۰۰۶)
- رویاهای شبانه (۱۹۸۱)
- رقص قلبهای مهربان (۱۹۸۸)
- شبی که آمریکا را به وحشت انداخت (۱۹۷۵)
- توئین فالز آیداهو (۱۹۹۹)